# Idea iasonia
Az Idea iasonia a rovarok (Insecta) osztályának lepkék (Lepidoptera) rendjébe, ezen belül a tarkalepkefélék (Nymphalidae) családjába tartozó faj.

## Előfordulása
Srí Lanka területén honos.

## Megjelenése
Szárnyfesztávolsága 110–115 milliméter.